# Apple Expo

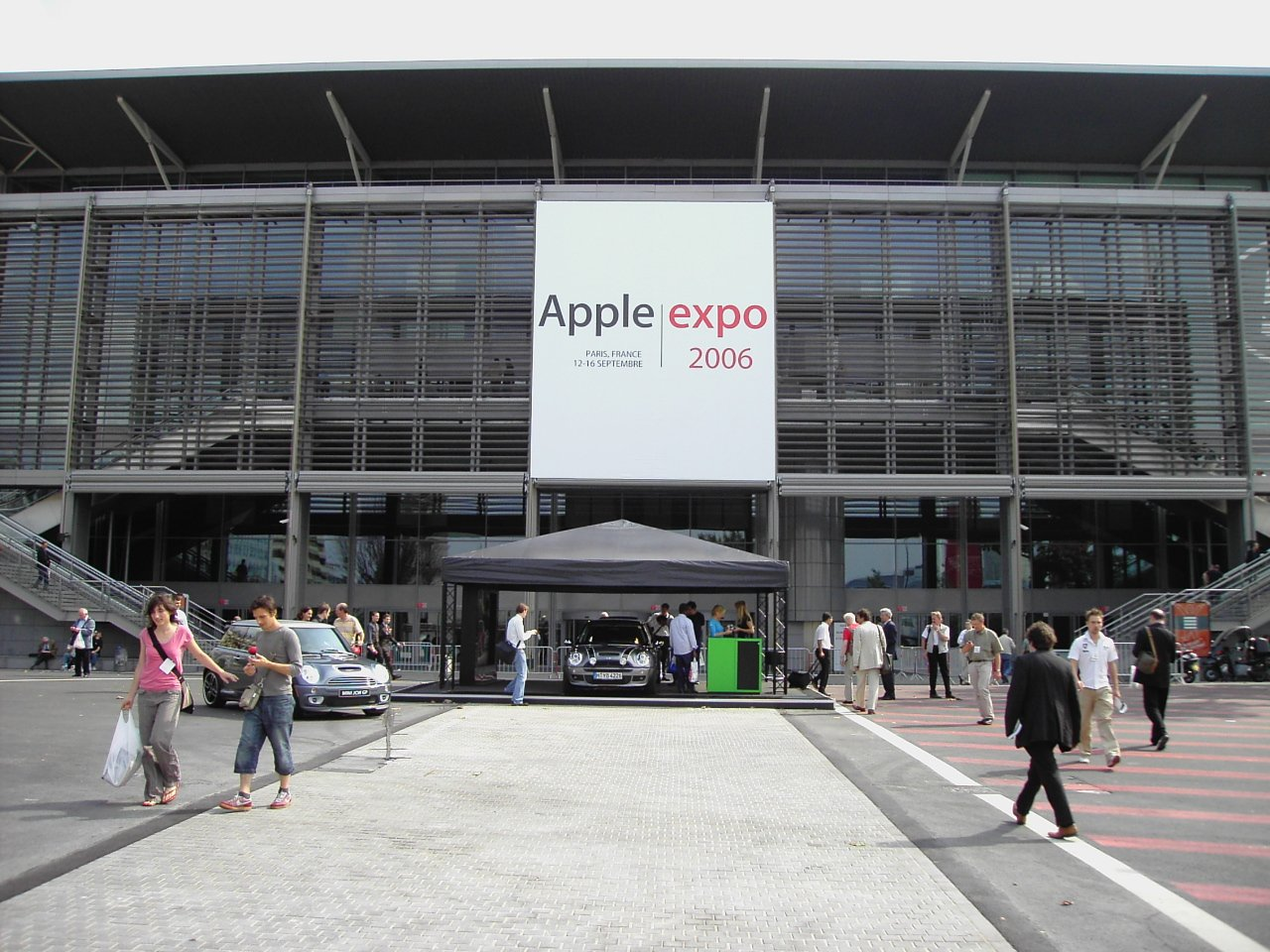
Apple Expo 2006 in hall 5, van het Parc des Expositions de Paris.

De Apple Expo was een jaarlijks terugkerend evenement van computerfabrikant Apple in Paris Expo Porte de Versailles in Parijs. Op de Expo was Apple aanwezig met alle laatste nieuwtjes die mensen kunnen uitproberen. Ook zijn er tientallen Apple partners aanwezig die hun nieuwste hardware en software voor Mac OS X en de iPod presenteren. Hoogtepunt van het vijf dagen durende evenement is de KeyNote.

## Geschiedenis
De Apple Expo was een al jarenlang terugkerend evenement in Parijs, Frankrijk. Vanaf 2000 is Apple begonnen met het introduceren van grote nieuwe producten op de Apple Expo. Voorheen werd dat altijd gedaan op de MacWorld Expo in. In 2001 werd de Apple Expo wegens de aanslagen van 11 september afgelast. De KeyNote van 2004 blijkt achteraf de laatste te zijn geweest. In 2005 vond opnieuw geen KeyNote plaats, waarschijnlijk omdat Apple niet genoeg nieuwe producten had om te presenteren, en ook in 2006 en 2007 vonden geen KeyNotes plaats. In 2008 trok Apple zich definitief uit de Apple Expo terug, wat meteen ook het einde van het evenement met zich meebracht.

## Overzicht
Een korte beschrijving van de hoogtepunten van de KeyNotes.
| Jaar | Plaats      | Beschrijving |  |
| 2008 | Parijs      | De Apple Expo vond plaats van 17 tot 20 september. Apple had van tevoren laten weten niet meer aan de Expo te zullen deelnemen. Als reden werd opgegeven dat men had besloten minder op beurzen aanwezig te zijn.                |  |
| 2007 | Parijs      | De Apple Expo vond plaats van 25 tot 29 september. De iPod Touch werd gepresenteerd, maar er werd geen KeyNote gehouden en Steve Jobs gaf ook geen persconferentie.                                                              |  |
| 2006 | Parijs      | De Apple Expo vond plaats van 12 t/m 16 september. Apple had laten weten dat ook dit jaar de KeyNote niet doorging. |  |
| 2005 | Parijs      | Tot teleurstelling bij veel Mac-gebruikers was er dit jaar geen KeyNote, waarschijnlijk omdat Apple de producten die men wilde introduceren niet op tijd kon brengen. Het enige nieuws op de MacExpo was een nieuwe .Mac bundel. |  |
| 2004 | Parijs      | Doordat Steve Jobs te kampen had met alvleesklierkanker werd de KeyNote overgenomen door Phil Schiller. Schiller introduceerde de iMac G5.                                                                                       |  |
| 2003 | Parijs      | Steve Jobs maakte een uitbreiding van de PowerBook G4-lijn bekend. Ook introduceerde hij twee Bluetooth producten: een draadloos toetsenbord en een draadloze muis.                                                              |  |
| 2002 | Parijs      | Een groot deel van de KeyNote ging over Mac OS X 10.2. Steve Jobs introduceerde ook iCal en iSync, twee applicaties van Apple die in Frankrijk waren ontwikkeld. (Apple producten worden doorgaans ontwikkeld in Cupertino.)     |  |
| 2001 | Geannuleerd | De Apple Expo werd op het laatste moment geannuleerd wegens de aanslagen van 11 september. |  |
| 2000 | Parijs      | In de eerste KeyNote werd de Mac OS X publieke beta aangekondigd, evenals nieuwe iBooks. |  |